# Botenhuis Nereus
Het Botenhuis van Nereus is een gebouw aan de Amsteldijk in Amsterdam van de studenten-roeivereniging ASR Nereus.
Het gebouw ligt aan de rivier de Amstel en dient als botenhuis en clubhuis van de roeivereniging. Op de bovenverdieping is een dienstwoning.
Nadat het eerste botenhuis van Nereus aan de Amsteldijk in de Tweede Wereldoorlog ten tijde van de Duitse bezetting (1940-'45) was afgebroken, was de roeivereniging na de oorlog op tijdelijke plekken actief.
In 1953 werd een nieuw botenhuis gebouwd aan de Amsteldijk, in 1950 ontworpen door de architect Jan van der Linden, aansluitend bij de bestaande steiger en boten-voorzieningen aan de noordwestkant van de Berlagebrug. Sinds 2012 is dit gebouw een gemeentelijk monument van Amsterdam.

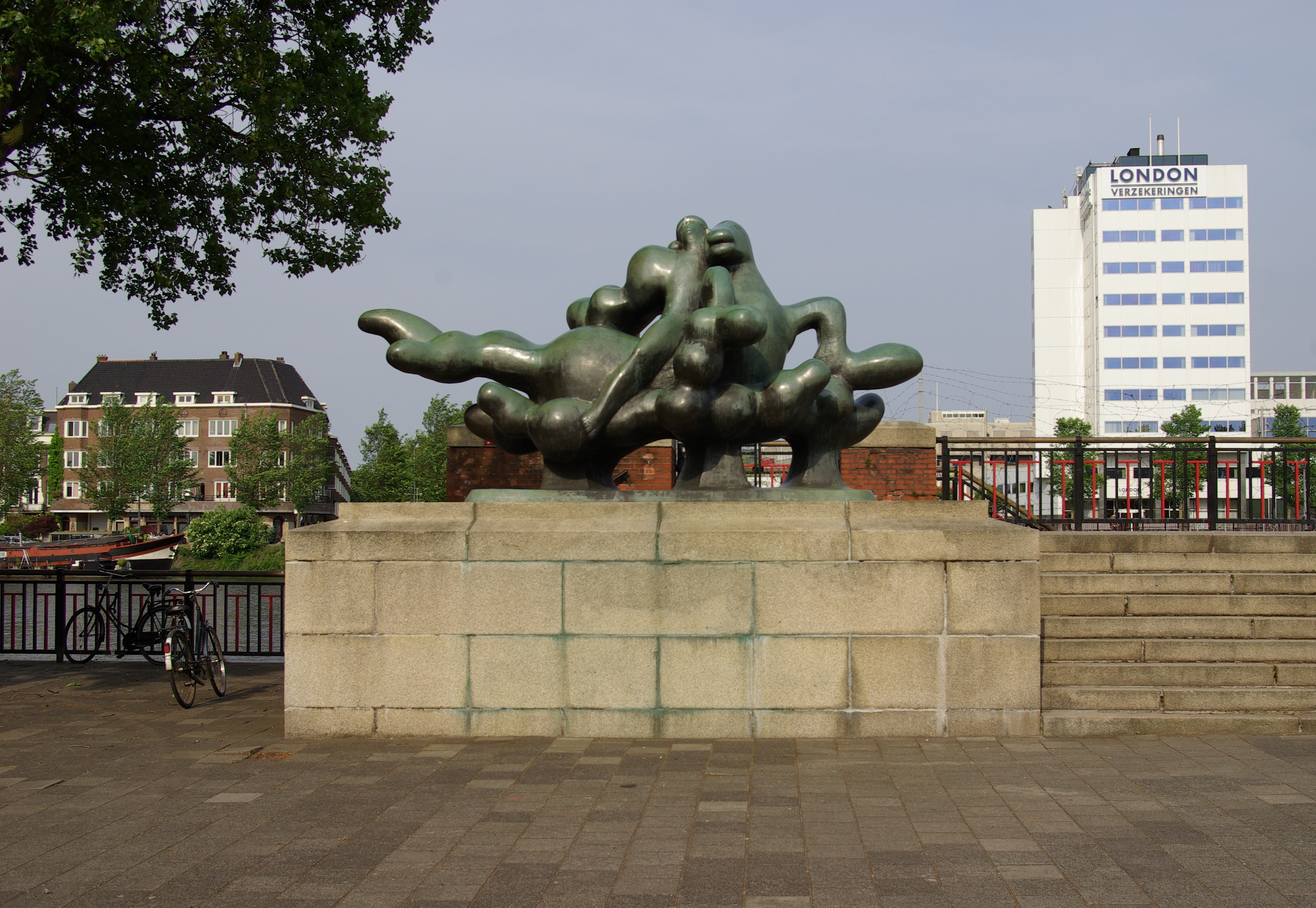
Nereus op zeepaard

Naast het gebouw staat aan de Amsteldijk een groot beeld, Nereus op zeepaard, van de oude griekse godheid Nereus, omstreeks 1970 in opdracht van ASV Nereus ontworpen door de beeldhouwer Nic Jonk, die ook andere beelden met verwant thema heeft gemaakt.